# Liste der Kulturdenkmäler in Hainburg
Die folgende Liste enthält die in der Denkmaltopographie ausgewiesenen Kulturdenkmäler auf dem Gebiet  der Gemeinde Hainburg, Landkreis Offenbach, Hessen.
Hinweis: Die Reihenfolge der Denkmäler in dieser Liste orientiert sich zunächst an Ortsteilen und anschließend der Anschrift, alternativ ist sie auch nach der Bezeichnung oder der Bauzeit sortierbar.
Kulturdenkmäler werden fortlaufend im Denkmalverzeichnis des Landes Hessen durch das Landesamt für Denkmalpflege Hessen auf Basis des Hessischen Denkmalschutzgesetzes (HDSchG) geführt. Die Schutzwürdigkeit eines Kulturdenkmals hängt nicht von der Eintragung in das Denkmalverzeichnis des Landes Hessen oder der Veröffentlichung in der Denkmaltopographie ab.

Das Vorhandensein oder Fehlen eines Objekts in dieser Liste ist keine rechtsverbindliche Auskunft darüber, ob es Kulturdenkmal ist oder nicht: Diese Liste entspricht möglicherweise nicht dem aktuellen Stand der offiziellen Denkmaltopographie. Diese ist für Hessen in den entsprechenden Bänden der Denkmaltopographie Bundesrepublik Deutschland und im Internet unter DenkXweb – Kulturdenkmäler in Hessen einsehbar. Auch diese Quellen sind, obwohl sie durch das Landesamt für Denkmalpflege Hessen aktualisiert werden, nicht immer aktuell, da es im Denkmalbestand immer wieder Änderungen gibt.
Eine verbindliche Auskunft erteilt allein das Landesamt für Denkmalpflege Hessen.
Nutze diese Kartenansicht, um Koordinaten in der Liste zu setzen. In dieser Kartenansicht sind Kulturdenkmale ohne Koordinaten mit einem roten bzw. orangen Marker dargestellt und können in der Karte gesetzt werden. Kulturdenkmale ohne Bild sind mit einem blauen bzw. roten Marker gekennzeichnet, Kulturdenkmale mit Bild mit einem grünen bzw. orangen Marker.

## Kulturdenkmäler nach Ortsteilen

### Hainstadt
| Bild                  | Bezeichnung                          | Lage | Beschreibung | Bauzeit                                                       | Objekt-Nr. |
| --------------------- | ------------------------------------ | --- | --- | ------------------------------------------------------------- | ---------- |
| weitere Bilder        | Odenwaldbahn (1), Mümlingtalbahn     | Hainstadt, Eisenbahn, Eisenbahnstraße, Eisenbahnstraße 7, Mühl- und Werniggraben LageFlur: 1, 3, 7, 8, 11, 13, 18, Flurstück: 1159/10, 67/1, 67/2, 67/3, 146/2, 148, 240, 932/16, 932/18, 932/9, 946/4, 65, 73, 28, 20 | Aufgrund ihrer vielfach noch erhaltenen bahntypischen Details (z. B. Holzschwellen, Schranken, Formsignale und Spannwerke) gilt die Odenwaldbahn als eine der schönsten Bahnstrecken Hessens. Durch die hohe Qualität ihrer standardisierten, leicht variierten Bahnbauten (z. B. Empfangsgebäude, Brücken und Tunnels) und die Verwendung von Buntsandstein harmoniert die Bahnstrecke gut mit ihrer Umgebung. | 1870 erste Streckeneröffnung (026.1 Babenhausen-Groß-Umstadt) | 953513 DDB |
| weitere Bilder        | Bahnhof                              | Hainstadt, Eisenbahnstraße 7 LageFlur: 8, Flurstück: 932/9 | Traufständiger, dreigeschossiger Backsteinbau mit axialen Giebelrisaliten zu beiden Seiten auf kreuzförmigem Grundriss, im Erdgeschoss zweifarbig gestreift. Im Norden angrenzend ein niedriger Wartesaal, im Süden ein Güterschuppen. | Um 1890                                                       | 793802 DDB |
| weitere Bilder        | Bildstock                            | Hainstadt, Hauptstraße (bei Nr. 94) (ehemals Carl-Ulrich-Straße 2) LageFlur: 10, Flurstück: 364/2 | Votivbild aus Sandstein mit Kreuzigungsdarstellung als Relief, auf Sandsteinpfeiler mit Inschrift stehend. Der Bildstock wurde wegen eines privaten Bauvorhabens umgesetzt. Er befindet sich jetzt südöstlich des Gebäudes Hauptstraße 94. | 1676                                                          | 41948 DDB  |
| weitere Bilder        | Bildstock                            | Hainstadt, Hauptstraße (bei Nr. 114) LageFlur: 7, Flurstück: 342/2 | Barocker Bildstock aus Sandstein, eingemauert in ein neueres Gehäuse. Bestehend aus Sockel mit Inschrift und Votivbild mit Pieta als Relief. | 1734, 1968 renoviert                                          | 41947 DDB  |
| weitere Bilder        | Katholische Pfarrkirche St. Wendelin | Hainstadt, Kirchplatz 1 LageFlur: 1, Flurstück: 1/3 | Neuromanische Saalkirche aus unverputztem Hausteinmauerwerk mit Spitzhelm tragendem Turm. Durch halbrunden Chor und vier Ecktürme erweitert. | 1845/48, 1932 erweitert                                       | 41950 DDB  |
| Schule                | Schule                               | Hainstadt, Kirchplatz 6 LageFlur: 10, Flurstück: 176/3 | Langgestreckter zweigeschossiger Schulbau mit flachem Walmdach, an Breitseite Risalit mit Dreiecksgiebel. | 1902 Schulhaus                                                | 41951 DDB  |
| Ehemaliges Lehrerhaus | Ehemaliges Lehrerhaus                | Hainstadt, Liebfrauenheidestraße 19 LageFlur: 10, Flurstück: 173/2 | Ehemaliges Lehrerhaus, in denselben Materialien wie die Schule errichtet. |                                                               | 41952 DDB  |
| weitere Bilder        | Ziegelei                             | Hainstadt, Offenbacher Landstraße 105 LageFlur: 8, Flurstück: 293/30 | Halle mit Fassade aus zweifarbigem Ziegelmauerwerk und auffälligem Dreiecksgiebel mit Rundbogenfenster. Hoher, in Rippen gemauerter Schornstein 2006 abgebrochen. | 1887, 2006 Schornstein abgebrochen                            | 41954 DDB  |

### Klein-Krotzenburg
| Bild                    | Bezeichnung                          | Lage | Beschreibung | Bauzeit                                                       | Objekt-Nr. |
| ----------------------- | ------------------------------------ | --- | --- | ------------------------------------------------------------- | ---------- |
| Gesamtanlage            | Gesamtanlage                         | Klein-Krotzenburg, Gesamtanlage Kirchstraße, Krotzenburger Straße, Römerstraße Lage                                                                                            | Die Gesamtanlage umfasst einen Großteil der Fläche des alten Dorfkerns von Klein-Krotzenburg. |                                                               | 41956 DDB  |
| Bild gesucht BW         | Wegekreuz                            | Klein-Krotzenburg, Am Stadtweg LageFlur: 10, Flurstück: 74/2 | Wegekreuz aus Sandstein mit Gusskorpus, auf Postament mit Inschrift stehend. | 1888                                                          | 41983 DDB  |
| Bildstock               | Bildstock                            | Klein-Krotzenburg, Delpstraße 1 LageFlur: 6, Flurstück: 18/8 | Votivbild mit Pietà-Relief, Voluten und bekrönendem Kreuz, auf Inschrift tragendem Postament mit hoher Säule stehend. | 1701 und 1734                                                 | 41959 DDB  |
| weitere Bilder          | Odenwaldbahn (1), Mümlingtalbahn     | Klein-Krotzenburg, Eisenbahn, Bachgraben LageFlur: 1, 3, 7, 8, 11, 13, 18, Flurstück: 1159/10, 67/1, 67/2, 67/3, 146/2, 148, 240, 932/16, 932/18, 932/9, 946/4, 65, 73, 28, 20 | Aufgrund ihrer vielfach noch erhaltenen bahntypischen Details (z. B. Holzschwellen, Schranken, Formsignale und Spannwerke) gilt die Odenwaldbahn als eine der schönsten Bahnstrecken Hessens. Durch die hohe Qualität ihrer standardisierten, leicht variierten Bahnbauten (z. B. Empfangsgebäude, Brücken und Tunnels) und die Verwendung von Buntsandstein harmoniert die Bahnstrecke gut mit ihrer Umgebung. | 1870 erste Streckeneröffnung (026.1 Babenhausen-Groß-Umstadt) | 953514 DDB |
| Kreuzigungsgruppe       | Kreuzigungsgruppe                    | Klein-Krotzenburg, Fahrstraße LageFlur: 1, Flurstück: 2357/49 | Kleine barocke Kreuzigungsgruppe aus Sandstein, auf Postament mit Ornament und Inschrift stehend. Christus-Korpus aus Guss erneuert. |                                                               | 41957 DDB  |
| weitere Bilder          | Jüdischer Friedhof                   | Klein-Krotzenburg, Fasaneriestraße LageFlur: 11, Flurstück: 20 | Jüdischer Friedhof von Klein-Krotzenburg, umgeben von hoher Sandsteinmauer. Mehrere Grabsteine sind erhalten. | 1872                                                          | 41984 DDB  |
| Friedhof                | Friedhof                             | Klein-Krotzenburg, Friedrich-Ebert-Straße 88 LageFlur: 1, Flurstück: 2356/3 | Denkmalgeschützt: Sandsteinkreuz mit Guss-Korpus; Grabstein von 1847 aus rotem Sandstein mit Inschrift und bekrönendem Eisenkreuz. | 19. Jahrhundert (Kreuz), 1847 (Grabstein)                     | 41958 DDB  |
| Heiligenhäuschen        | Heiligenhäuschen                     | Klein-Krotzenburg, Kirchstraße LageFlur: 5, Flurstück: 1 | Kleines Gehäuse aus Sandstein mit vergitterter Nische für ein Marienbildnis, auf breiterem Sockel mit Inschrift stehend. Rosetten um Nische und Kreuzaufsatz aus Metall. | 1887                                                          | 41967 DDB  |
| Kruzifix                | Kruzifix                             | Klein-Krotzenburg, Kirchstraße LageFlur: 5, Flurstück: 14 | Kruzifix aus Sandstein, auf Postament mit Inschrift stehend. Postament-Vorderseite mit Inschrift erneuert. | Um 1826, Ursprung wohl Abtei Seligenstadt                     | 41968 DDB  |
| Gasthaus Zum weißen Roß | Gasthaus Zum weißen Roß              | Klein-Krotzenburg, Kirchstraße 1 LageFlur: 1, Flurstück: 1153/1 | Fachwerkhaus mit reich gestalteter Giebelfassade und symmetrischer Fachwerkfigurations- und Fensteranordnung. | 17. Jahrhundert                                               | 41962 DDB  |
| weitere Bilder          | Wohnhaus                             | Klein-Krotzenburg, Kirchstraße 3 LageFlur: 1, Flurstück: 1152 | Giebelständiges Wohnhaus mit lokaltypischer Fachwerkkonstruktion ohne Halsriegel. | Um 1850                                                       | 41963 DDB  |
| Doppelwohnhaus          | Doppelwohnhaus                       | Klein-Krotzenburg, Kirchstraße 5/7 LageFlur: 1, Flurstück: 1145/5, 1146/6 | Giebelständiges Doppelwohnhaus mit schmucklosem Fachwerk. | Nach 1850                                                     | 41964 DDB  |
| Fachwerkwohnhaus        | Wohnhaus                             | Klein-Krotzenburg, Kirchstraße 9A LageFlur: 1, Flurstück: 1143/2 | Fachwerkwohnhaus mit vollständig verkleideter Fassade und Krüppelwalmdach. | Ende 18. Jahrhundert                                          | 41965 DDB  |
| Katholisches Pfarrhaus  | Katholisches Pfarrhaus               | Klein-Krotzenburg, Kirchstraße 10 LageFlur: 1, Flurstück: 1158/4 | Zweigeschossiger verputzter Barockbau mit Mansard-Walmdach, kräftiger Sandstein-Eckquaderung sowie fünfachsiger Hauptfassade mit Sandsteingewänden und aufwändigem Mittelportal. | 1711 Inschrift Türsturz, 1755 Holztreppe datiert              | 41966 DDB  |
| weitere Bilder          | Katholische Pfarrkirche St. Nikolaus | Klein-Krotzenburg, Kirchstraße 12 LageFlur: 1, Flurstück: 1154/2 | Kirchengebäude aus Bauteilen verschiedener Epochen: Gewölbter gotischer Chor aus dem 15. Jahrhundert, verputzter barocker Saalbau von 1754, neobarocke Erweiterung des Saalbaus von 1933 und seitlich angefügter Glockenturm mit offenem Glockenstuhl aus Holzfachwerk von 1953. | Um 1450 Vorgängerbau, 1754 Saalbau                            | 41960 DDB  |
| Kruzifix                | Kruzifix                             | Klein-Krotzenburg, Kirchstraße 12 LageFlur: 1, Flurstück: 1154/2 | Großes Kruzifix aus Sandstein, auf Postament mit Inschrift stehend. Postament-Vorderseite mit Inschrift erneuert. | 1826                                                          | 41961 DDB  |
| Fachwerkwohnhaus        | Wohnhaus und Nebengebäude            | Klein-Krotzenburg, Krotzenburger Straße 6 LageFlur: 1, Flurstück: 967/3 | Giebelständiges Fachwerkwohnhaus mit kleinem Krüppelwalm und holzverschindeltem Giebel, daneben kleines giebelständiges Nebengebäude. Fachwerk beider Gebäude relativ dünn, aber weitgehend vollständig. | Nach 1750, Sandsteinpfosten 1775 datiert                      | 41970 DDB  |
| Ehemaliges Rathaus      | Ehemaliges Rathaus                   | Klein-Krotzenburg, Krotzenburger Straße 22 LageFlur: 1, Flurstück: 934 | Fachwerkhaus mit vorgemauerter Giebelfassade. Fachwerk der Traufseiten teilweise verändert. | 18. Jahrhundert                                               | 41971 DDB  |
| Ehemalige Schule        | Ehemalige Schule                     | Klein-Krotzenburg, Krotzenburger Straße 23 LageFlur: 1, Flurstück: 1191/4 | Verputztes, zweigeschossiges, blockhaftes Gebäude auf rechteckigem Grundriss mit symmetrischer Fassadengliederung und Mittelrisaliten mit spitzem Giebel. Ehemals Schulhaus, heute Vereinshaus. | 1895                                                          | 41972 DDB  |
| weitere Bilder          | Ehemalige Synagoge                   | Klein-Krotzenburg, Krotzenburger Straße 23 LageFlur: 1, Flurstück: 1191/4 | Zweigeschossiger Putzbau mit flachem Walmdach, seitlichem Eingangsvorbau und kleinen, teils ovalen Fenstern. | 1913                                                          | 41969 DDB  |
| Doppelwohnhaus          | Doppelwohnhaus                       | Klein-Krotzenburg, Krotzenburger Straße 31/33 LageFlur: 1, Flurstück: 1201/1, 1202                                                                                             | Giebelständiges Doppelhaus mit kleinem Krüppelwalm und weitgehend schmucklosem Fachwerk. | Ende 18. Jahrhundert                                          | 41973 DDB  |
| weitere Bilder          | Wohnhaus                             | Klein-Krotzenburg, Krotzenburger Straße 43 LageFlur: 1, Flurstück: 1215/3 | Giebelständiges Fachwerkwohnhaus mit teilweise unvollständigem Fachwerkgefüge. | Ende 18. Jahrhundert                                          | 41974 DDB  |
| weitere Bilder          | Doppelwohnhaus                       | Klein-Krotzenburg, Krotzenburger Straße 47/49 LageFlur: 1, Flurstück: 1221, 1221                                                                                               | Giebelständiges Doppelhaus mit massiv erneuertem Erdgeschoss und Fachwerk-Obergeschoss. | Vor 1750                                                      | 41975 DDB  |
| weitere Bilder          | Marienkapelle                        | Klein-Krotzenburg, Liebfrauenheide LageFlur: 13, Flurstück: 42 | Waldkapelle aus Natursteinmauerwerk in einfachen gotisierenden Formen mit Spitzhelm-Dachreiter und überdachtem Freialtar. | 1868                                                          | 41985 DDB  |
| Wohnhaus                | Wohnhaus                             | Klein-Krotzenburg, Maingasse 10 LageFlur: 1, Flurstück: 962 | Bescheidenes giebelständiges Wohnhaus mit einfachem Fachwerk. | Um 1750                                                       | 41976 DDB  |
| Fachwerkdoppelhaus      | Doppelwohnhaus                       | Klein-Krotzenburg, Maingasse 14/16 LageFlur: 1, Flurstück: 959, 960/3 | Bescheidenes giebelständiges Doppelhaus mit größtenteils schmucklosem Fachwerk. Möglicherweise ehemaliges Fischerhaus. | Um 1750                                                       | 41977 DDB  |
| Wohnhaus                | Wohnhaus                             | Klein-Krotzenburg, Römerstraße 1 LageFlur: 1, Flurstück: 975/1, 975/2 | Langgestrecktes giebelständiges Fachwerkwohnhaus. | Um 1750                                                       | 41978 DDB  |
| weitere Bilder          | Wohnhaus                             | Klein-Krotzenburg, Römerstraße 6 LageFlur: 1, Flurstück: 1134/2 | Giebelständiges Fachwerkwohnhaus in Ständerkonstruktion mit Kniestock und sehr niedrigen Geschossen ohne sichtbare Geschossteilung. | 18. Jahrhundert                                               | 41979 DDB  |
| Doppelwohnhaus          | Doppelwohnhaus                       | Klein-Krotzenburg, Römerstraße 11/13 LageFlur: 1, Flurstück: 986/2 | Giebelständiges Doppelhaus mit nur geringfügig gestörtem, im Giebel erneuertem Fachwerk. Kein Einzeldenkmal im Denkmalverzeichnis. Teil der Gesamtanlage Kirchgasse, Krotzenburger Straße, Römerstraße. | Ende 18. Jahrhundert                                          |            |
| weitere Bilder          | Doppelwohnhaus                       | Klein-Krotzenburg, Römerstraße 12/14 LageFlur: 1, Flurstück: 1126/3, 1131/3 | Traufständiges Doppelwohnhaus mit einfacher Fachwerkkonstruktion im Westgiebel und aufwändigerer Fachwerkkonstruktion im Ostgiebel, der vermutlich als Schaufassade diente. | Um 1750                                                       | 41981 DDB  |
| weitere Bilder          | Doppelwohnhaus                       | Klein-Krotzenburg, Sackgasse 2/4 LageFlur: 1, Flurstück: 1105/1, 1105/2 | Giebelständiges Doppelhaus mit breitem Krüppelwalm und geradem konstruktivem Fachwerk, rückwärtig verkleidet. | Um 1800                                                       | 41982 DDB  |

## Belege
1. ↑  denkxweb.denkmalpflege-hessen.de (im Aufbau)
2. ↑  denkmalpflege-hessen.de
3. ↑  Umsetzung ältestes Hainstädter Denkmal. Abgerufen am 12. Juni 2021 (Ortsbesichtigung 2021-06-12).